# Чхаидзе, Ламара Тарасовна
Ламара Тарасовна Чхаидзе (род. 1941, село Земо-Акети, Ланчхутский район, Грузинская ССР) — колхозница колхоза села Земо-Акети Ланчхутского района, Грузинская ССР. Герой Социалистического Труда (1966).

## Биография
Родилась в 1941 году в крестьянской семье в селе Земо-Акети Ланчхутского района. После окончания местной школы трудилась рядовой колхозницей на чайной плантации в колхозе села Земо-Акети Ланчхутского района.
Ежегодно показывала высокие трудовые результаты. В годы Семилетки (1959—1966) занимала передовые позиции в социалистическом соревновании среди чаеводов колхоза. Указом Президиума Верховного Совета СССР от 2 апреля 1966 года удостоена звания Героя Социалистического Труда за «достигнутые успехи в развитии сельского хозяйства, промышленности и науки Грузинской ССР» с вручением ордена Ленина и золотой медали «Серп и Молот» (№ 19877).
После выхода на пенсию проживала в родном селе Земо-Ланчхути.